# Venda Nova Futebol Clube
Venda Nova Futebol Clube é um clube de futebol sediado em Belo Horizonte, no estado de Minas Gerais.

## História
Fundado em 12 de janeiro de 1930, o Venda Nova tem, essencialmente, função social e de revelador de talentos para o esporte brasileiro. Dos gramados do Venda Nova saíram atletas de renome no cenário internacional, a exemplo de Euller (América-MG), Bruno (Flamengo), Joãozinho (Brasiliense-DF), Neguetti (Paraná Clube), Adílson (Ceará), Ney Bala, Palhinha e Ronaldo Luís (São Paulo), Edgar (Ceilândia-DF), Afonso Alves (Middlesbrough), Álvaro (Sochaux), Reinaldo Rosa (Ceilândia-DF), Fred (Lyon-França), Marcos Paulo (Le Mans FR), Sammir (Dinamo Zagreb), Jardel (Cruzeiro, Estrela da Amadora), Carciano (Belenenses), entre outros.
O clube tem por objetivo oportunizar a sociedade carente a prática esportiva, considerando o esporte como um instrumento para a construção de um Brasil melhor. Para o desenvolvimento do trabalho, contudo, o Venda Nova, que não tem associados, conta apenas com a iniciativa de seus colaboradores. Desta forma, luta com dificuldades para manter seu estádio em condições de uso, buscando, atualmente, parceiros com capacidade de investimento imediato.
Atual Presidente kfuri neto,os conselheiros antigos do "Calango" atualmente participam da direção: o vice-presidente de Matheus tozati, vice-presidente de finanças Clayton do carmo, diretor de futebol Paulo adriano, diretor jurídico Alexandre magno leitao bastos, diretoria eleita em 2020 dando nova vida ao clube.
O Venda Nova Futebol Clube participa de todas competições promovidas pela Federação Mineira de Futebol, desde o Campeonato Mineiro da Segunda Divisão de Profissionais até os torneios de Juniores, Juvenil e Infantil. Possui, também, uma escola de futebol, mantendo diariamente mais de 500 jovens em suas diversas categorias.

## Títulos

### Amadores
- Copa Itatiaia de Futebol Amador: 1982/83, 1984/85, 1986/87.

### Estaduais
- Vice-Campeonato Mineiro da Terceira Divisão: 1996.

### Categorias de base
- Efipan (Sub-13): 1988.

## Jogadores revelados no clube
- Euller (São Paulo, Atlético Mineiro, Seleção Brasileira)
- Reinaldo (Atlético Mineiro, Seleção Brasileira)
- Afonso Alves (Heerenveen, Middlesbrough, Seleção Brasileira)
- Palhinha (América Mineiro, São Paulo, Cruzeiro, Seleção Brasileira)
- Bruno (Atlético Mineiro, Corinthians, Flamengo)
- Jardel (Cruzeiro, Marítimo, Seleção Brasileira sub-20)
- Sammir (Atlético Paranaense, Dínamo de Zagreb, Seleção Croata)
- Fred (América Mineiro, Cruzeiro, Lyon, Fluminense, Atlético Mineiro,Seleção Brasileira)
- Carciano (Villa Nova, Belenenses)
- Jônatas Obina (América de Teófilo Otoni, Seleção da Guiné Equatorial)
- Marcos Paulo (Le Mans, União de Leiria)